# Mycena atkinsoniana
Ce champignon ne doit pas être confondu avec Mycena atkinsonii (en)
Espèce
Synonymes
- Mycena fagicola A.H.Sm. (1935)[1]

Le Mycène d'Atkinson, Mycena atkinsoniana, est une espèce d'agarics de la famille des Mycenaceae. C'est l'un des mycènes qui exsudent un latex allant du jaune à l'orange en cas de lésion. Il se distingue aussi par son pied, qui porte des fibrilles brun pourpré dans sa partie supérieure, et par ses lames jaune pâle à arêtes marron. Le chapeau brun rougeâtre est lisse à marge sillonnée et mesure jusqu'à 3 cm de diamètre. M. atkinsoniana se trouve au Canada et aux États-Unis, où il pousse de façon dispersée ou en groupes sur des litières forestières en été et à l'automne. La première description de cette espèce est celle de spécimens cueillis dans une hêtraie, mais l'on trouve souvent ce champignon sous les chênes de l'est de l'Amérique du Nord.

## Taxinomie
L'espèce est décrite pour la première fois en 1935 sous le nom de Mycena fagicola par le mycologue américain Alexander Hanchett Smith d'après les spécimens qu'il a cueillis l'année précédente dans Cross Village Township (en), au Michigan. Cette désignation n'est toutefois pas légitime, car Camille Grognot (es) l'a déjà utilisée (Mycena fagicola Grogn. apud Roumeguère publié en 1885), de sorte que Smith adopte l'épithète spécifique atkinsoniana dans sa monographie de 1947 sur les mycènes de l'Amérique du Nord, ayant attribué à George Francis Atkinson l'une des premières collections de ce champignon dans sa description de 1935. Le spécialiste des mycènes Rudolph Arnold Maas Geesteranus approuve le changement d'épithète de Smith, car même si le nom choisi par Grognot était un nomen nudum (publié sans description adéquate), « on ne peut exclure la possibilité de voir un jour réapparaître une brochure […] descriptive oubliée du XIXe siècle ».

## Description

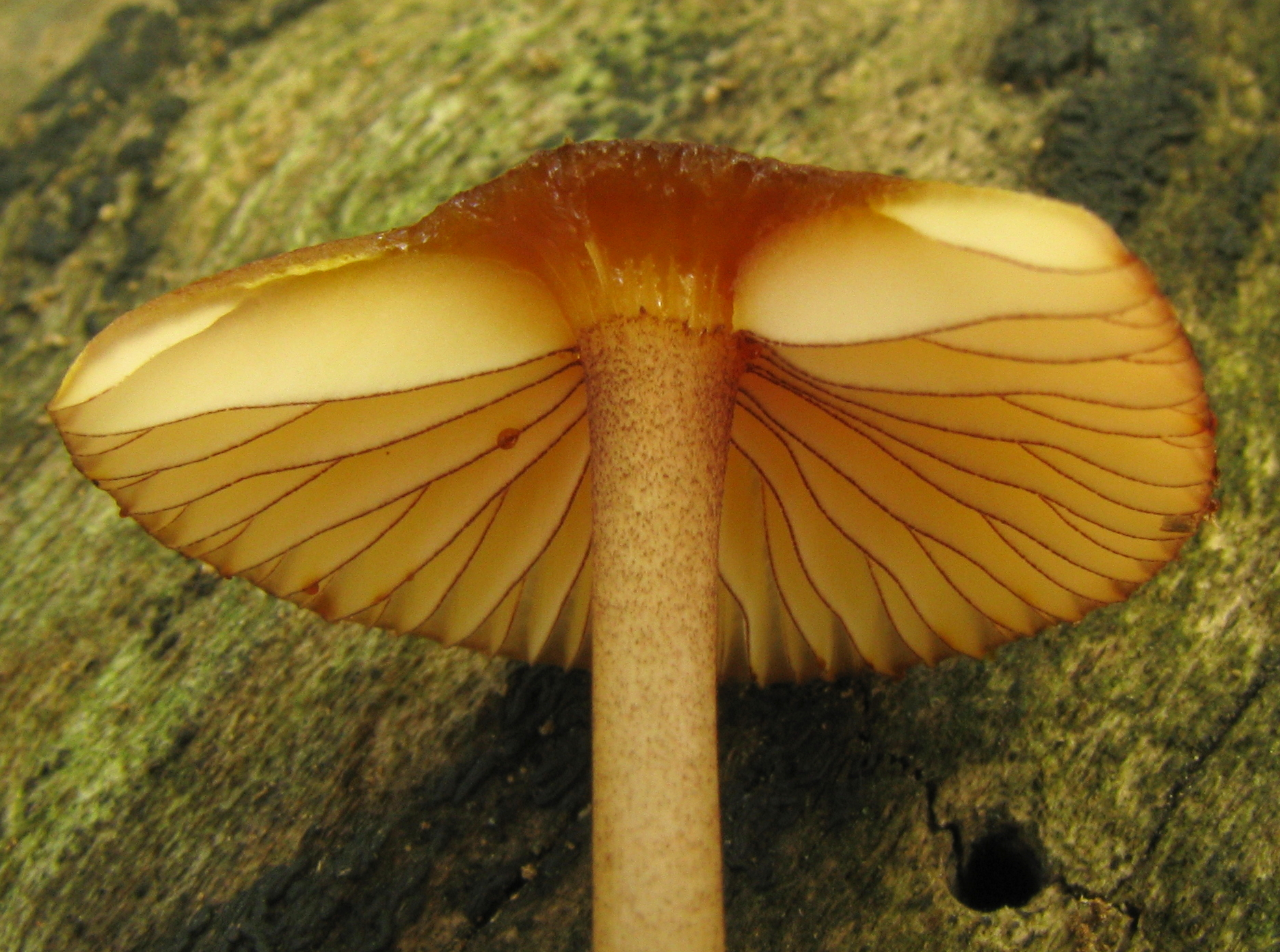
Ce chapeau brisé montre les arêtes marron des lames et le latex brun rougeâtre exsudé du tissu endommagé.

Le chapeau mesure de 5 à 30 mm de diamètre et est d'abord obtus à convexe avant de devenir généralement umboné. Il finit par s'aplatir et être parfois légèrement déprimé en son centre. La marge du chapeau touche le stipe au début et devient un peu ondulée avec le temps. La marge extrême est marquée de petites lignes, rainures ou arêtes lorsque le chapeau est humide. Ce dernier est couvert au début de granules poudreuses blanches, qui tombent pour laisser une surface lisse. Le disque est brunâtre au début, mais prend bientôt des tons rougeâtres ; les vieux spécimens sont de couleur bai à isabelle et la marge de leur chapeau est plus claire. La chair est de couleur chamois et exsude un latex jaune orange à la coupe. Les lames, adnées et serrées ou modérément serrées, sont de 23 à 26 à atteindre le stipe. Minces à modérément épaisses, elles sont chamois au début, un peu plus foncées avec le temps, à arêtes marron crénelées ou entières. Le pied mesure de 2 à 4 cm de long et de 2 à 3 mm d'épais et est d'une épaisseur plus ou moins égale sur toute la longueur, La base du stipe étend ses racines dans les feuilles et les débris et est couverte de courts poils durs étalés sur elle. La surface du stipe est couverte de minuscules fibrilles brun pourpré clairsemées. Le stipe est brun rougeâtre terne dans l'ensemble, mais la couleur se flétrit près de l'apex. Lorsqu’il est coupé ou blessé, le champignon exsude un latex brun rougeâtre terne ou, chez un vieux spécimen, orange terne. M. atkinsoniana n'a pas d'odeur ni de saveur distinctives.
Les basidiospores sont des ellipsoïdes étroits à larges amyloïdes (en) (elles se colorent en noir à bleu noir au contact avec le réactif de Melzer) et mesurent de 7 à 9 μm sur 4 à 5. Les basides, à quatre stérigmates, mesurent de 28 à 30 μm sur 6 à 7. Les cheilocystides sont nombreuses et disposées de manière à former une bande stérile sur le bord des lames. Elles ont la forme d'un fuseau étroit, sont lisses et ont un contenu rougeâtre foncé. Les pleurocystides (cystides sur les faces des lames) ressemblent aux cheilocystides, mais sont bien moins abondantes. Le tissu des lames devient jaunâtre à très légèrement brun vineux au contact de l'iode. Celui du chapeau se compose de plusieurs couches. La couche extérieure comprend une cuticule mince formée d'hyphes étroits à contenu rougeâtre foncé. Cette couche recouvre une région de cellules vésiculeuses, tandis que le reste du tissu du chapeau se compose d'hyphes laineux plus étroits. Les deux couches de tissu couvertes par la cuticule deviennent très légèrement brun vineux au contact de l'iode, alors que le tissu du stipe devient brun vineux foncé.

### Espèces semblables

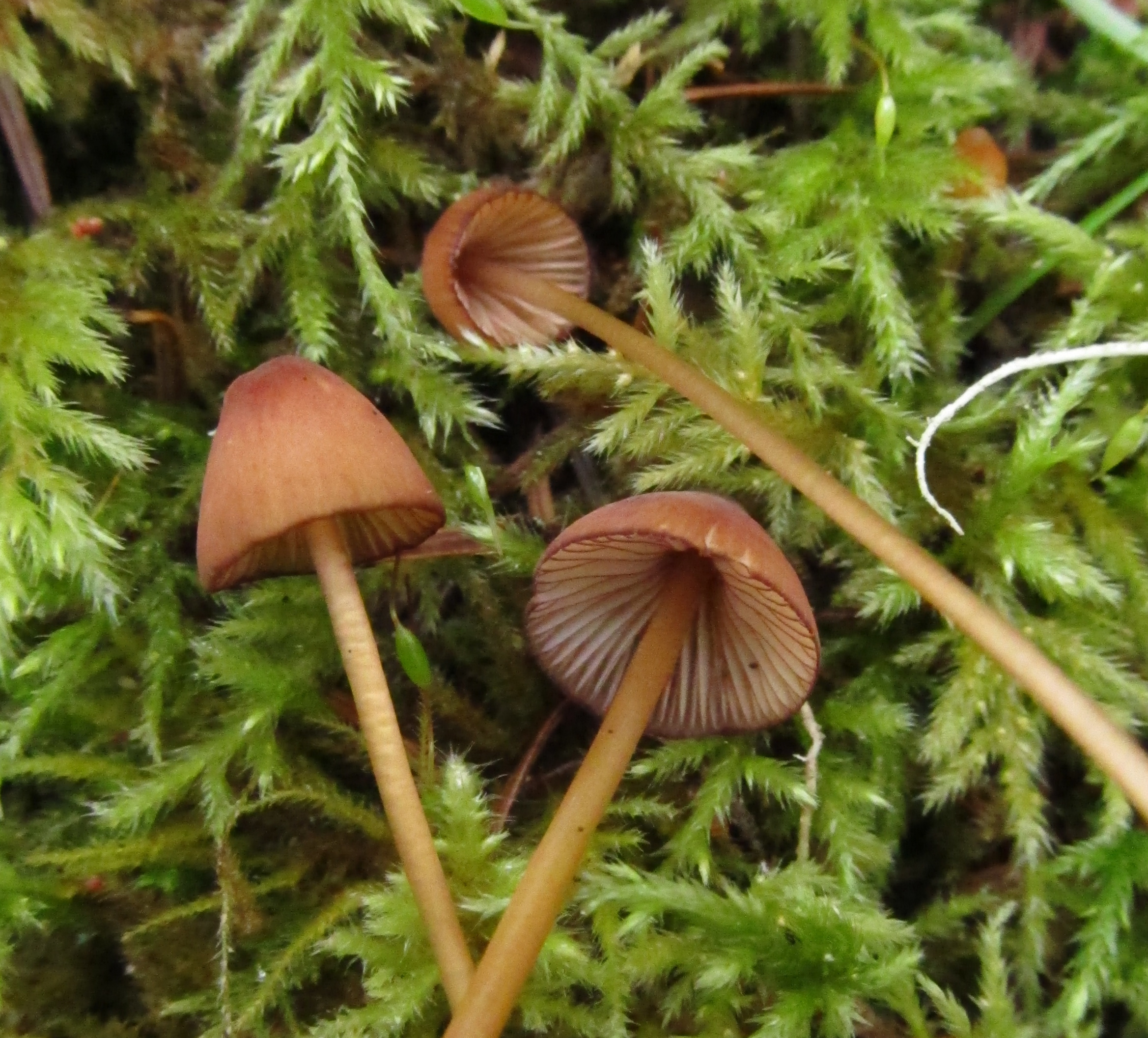
Mycène sanguinolent

L'exsudation distingue M. atkinsoniana de la plupart des autres espèces de mycènes courantes. Le Mycène sanguinolent (M. sanguinolenta (en)), espèce courante à distribution étendue, produit aussi un exsudat, mais est plus petit que le Mycène d'Atkinson, avec un chapeau de 3 à 15 mm de diamètre. De plus, ses lames sont espacées, son stipe est de la même couleur que son chapeau, et son latex est rouge foncé. Le Mycène d'Atkinson ressemble aussi par sa taille au Mycène gris-violet (Mycena pelianthina), espèce sans exsudat, mais plusieurs caractéristiques distinguent ce dernier, dont une odeur et une saveur semblables à celles du radis, un chapeau de couleur allant de pourpré à lilas et des lames gris pourpré à arêtes pourpre foncé.

## Habitat et répartition
Ce champignon est saprophyte : il tire donc ses nutriments de la végétation morte, telle que des feuilles, des écorces, des aiguilles et des brindilles tombées au sol. Les sporophores poussent d'ordinaire en groupes ou parsemés sur des litières dans des forêts de hêtres ou de hêtres-pruches à l'été et en automne, mais aussi sur les pelouses. De plus, ils poussent sous les chênes de l'est de l'Amérique du Nord. Son aire de répartition comprend les États américains du Connecticut, de New York, de l'Ohio, du Michigan et du Vermont. L'espèce a aussi été cueillie au Québec.